# D-10戰略論壇
D-10可追溯到 2008 年，是一項美國國務院政策規劃的倡議。它被大西洋理事會採納，該理事會於 2014 年發起了一項倡議，旨在由十個「先進的民主國家」領導下維護「基於規則的民主秩序」。

提議的D10成員國
不屬於D10的歐盟國家

D-10會議代表了全世界超過60%的民主國家人民。
被媒體稱為“對华鹰派”、奧巴馬政府2012年重返亞洲戰略的設計師，“亞洲沙皇”庫爾特·坎貝爾 ，發表了一篇題為“美國如何支撐亞洲秩序”的文章。在文章中，他支持大西洋理事會的倡議和隨後的川普政府提議，將G7納入澳大利亞、印度和韓國，擴展為一個更大的民主國家集團，即所謂的D-10。最迫切的問題是貿易、技術、供應鏈和標準。
D-10戰略論壇的成員如下：
- 加拿大
- 法國
- 德国
- 印度[5]
- 義大利
- 日本
- 英国
- 美国
- 欧洲联盟

## 領導人

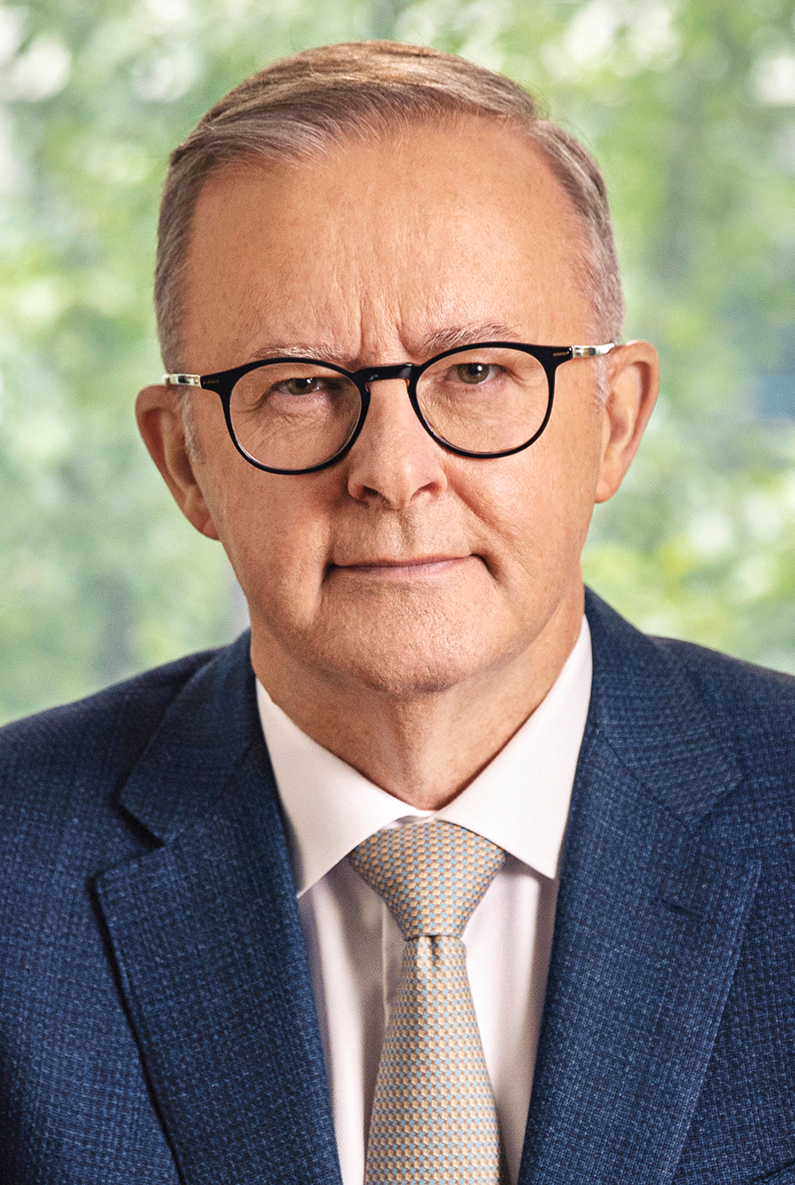
澳洲 安東尼·阿爾巴尼斯 總理
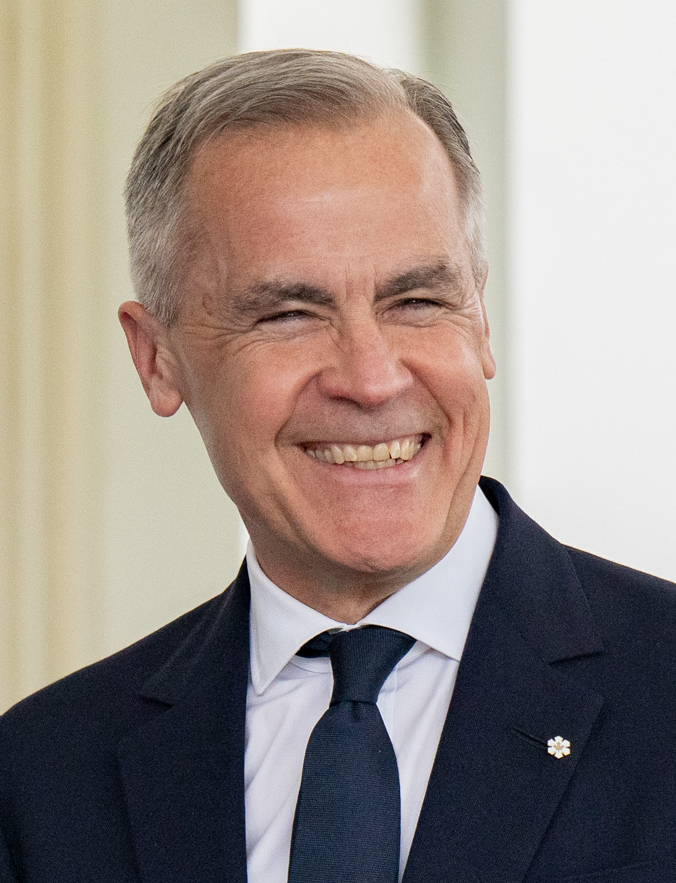
加拿大 馬克·卡尼 總理
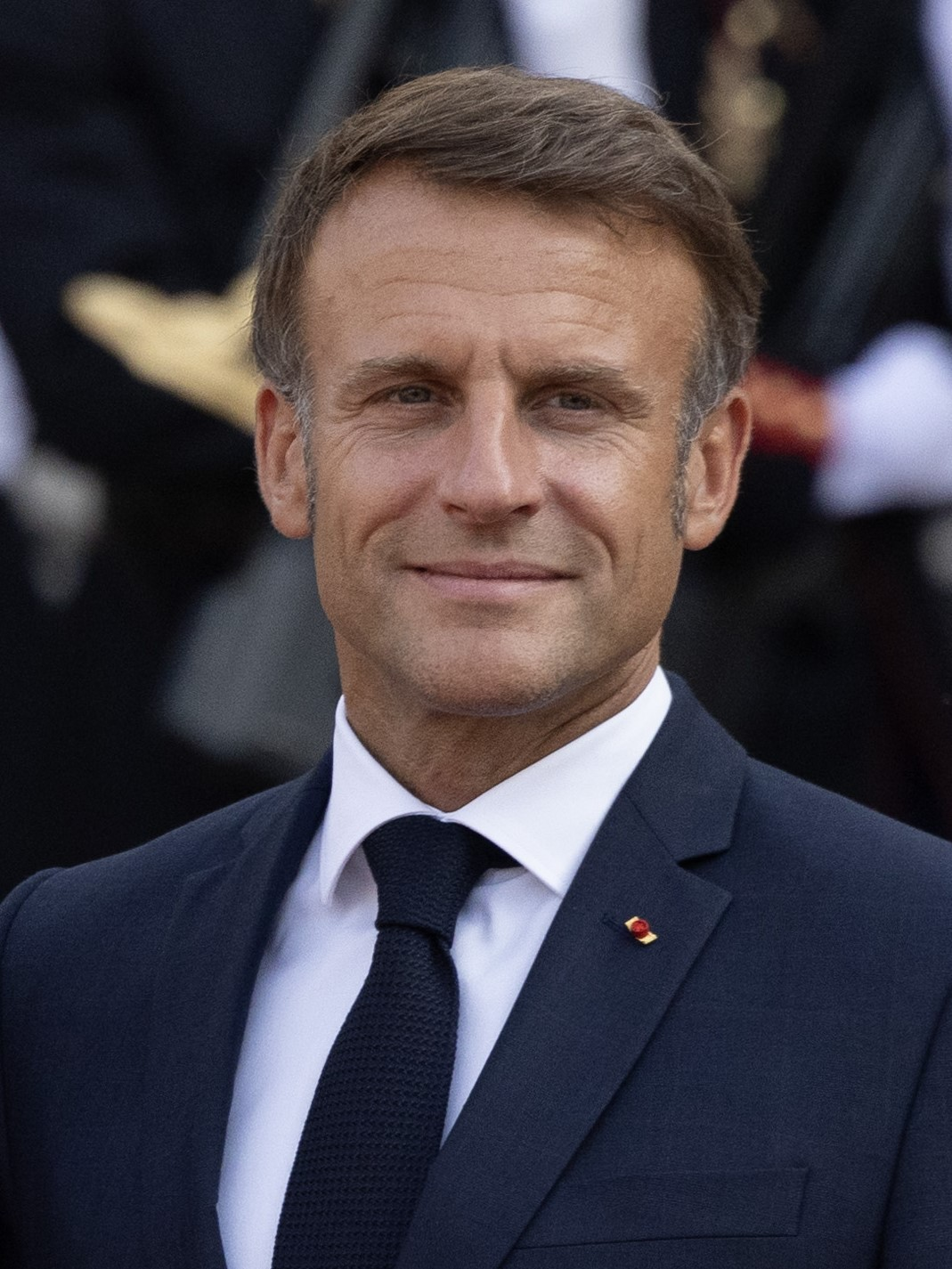
法國 埃马纽埃尔·马克龙 總統
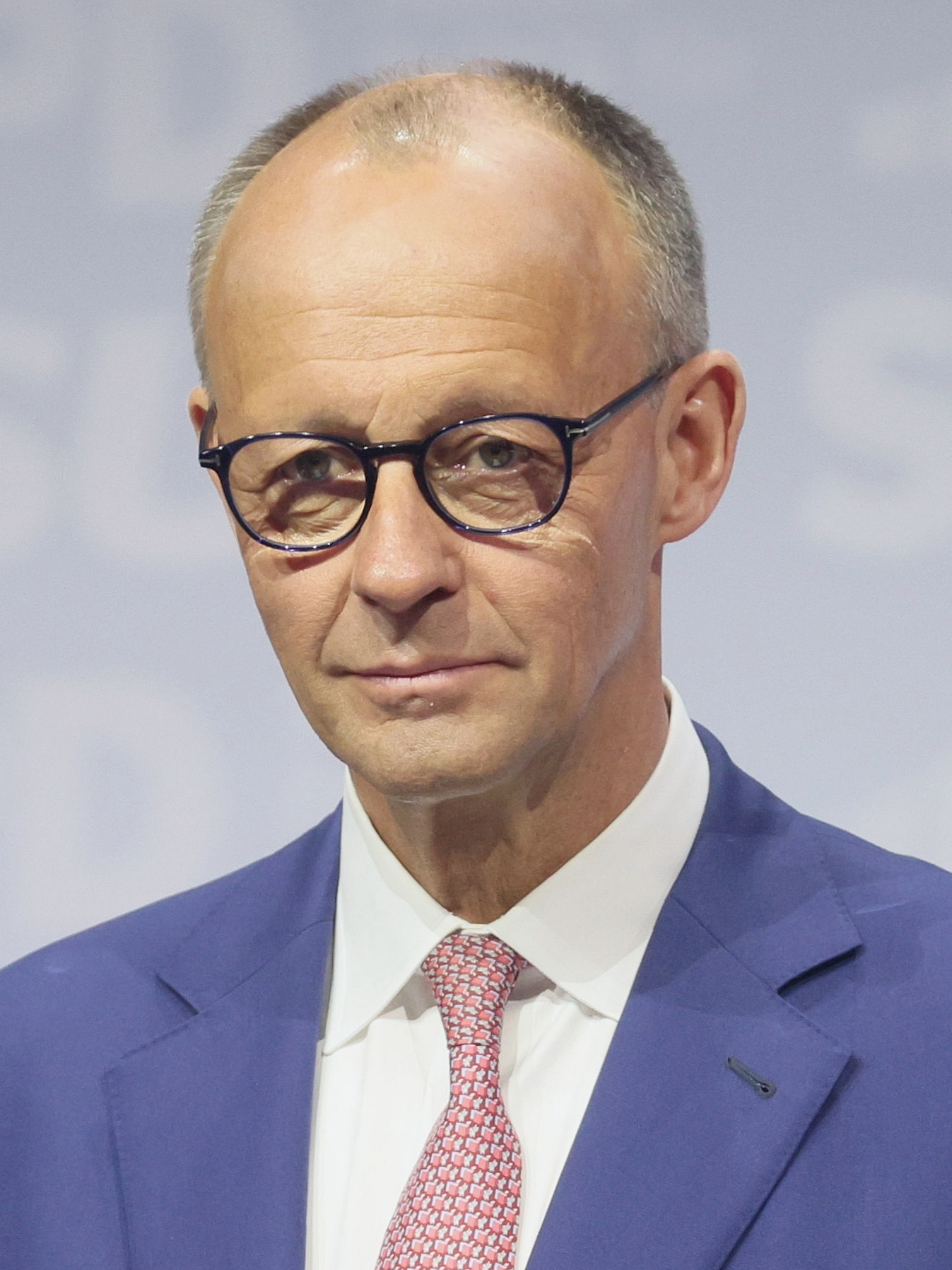
德國 弗里德里希·默茨 總理
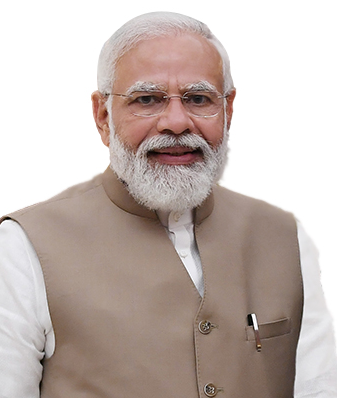
印度 纳伦德拉·莫迪 總理
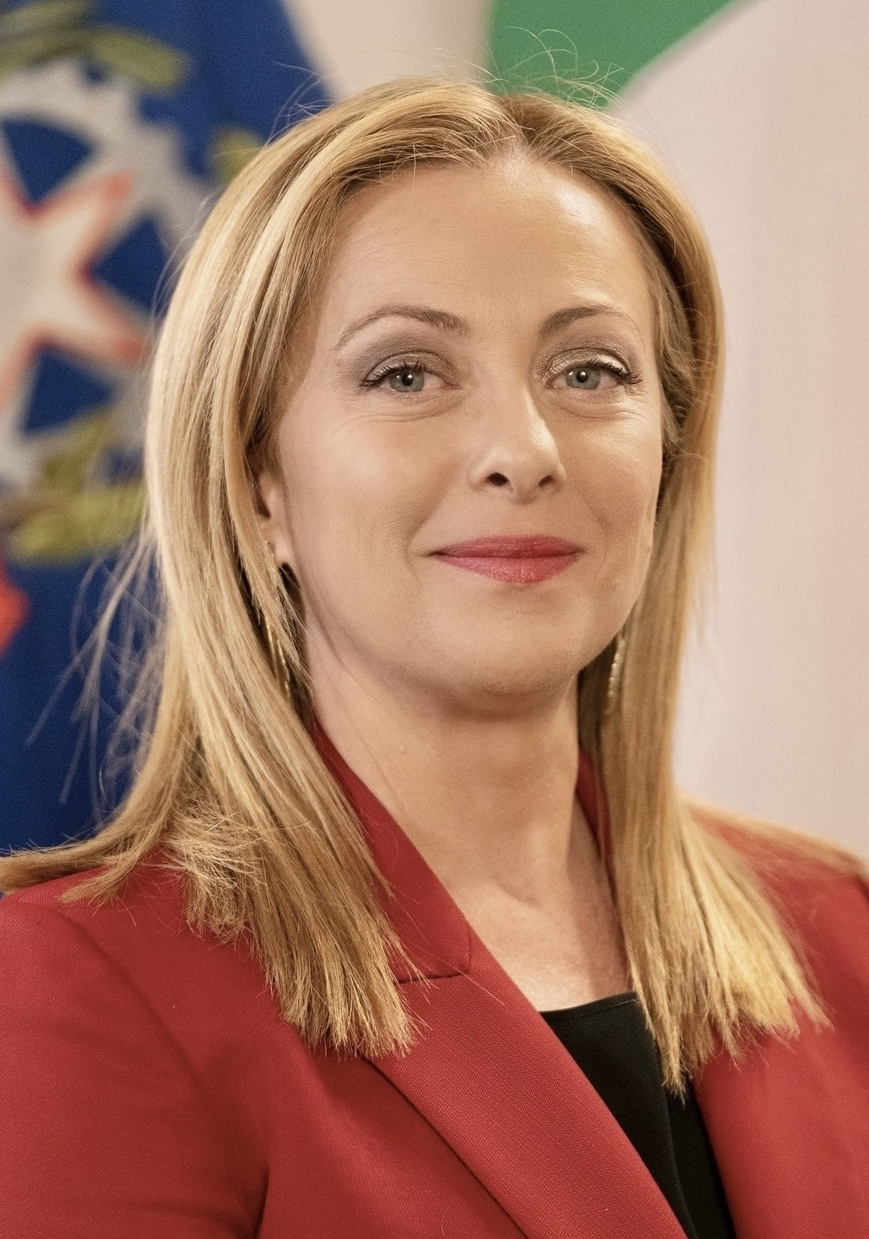
義大利 喬治亞·梅洛尼 總理
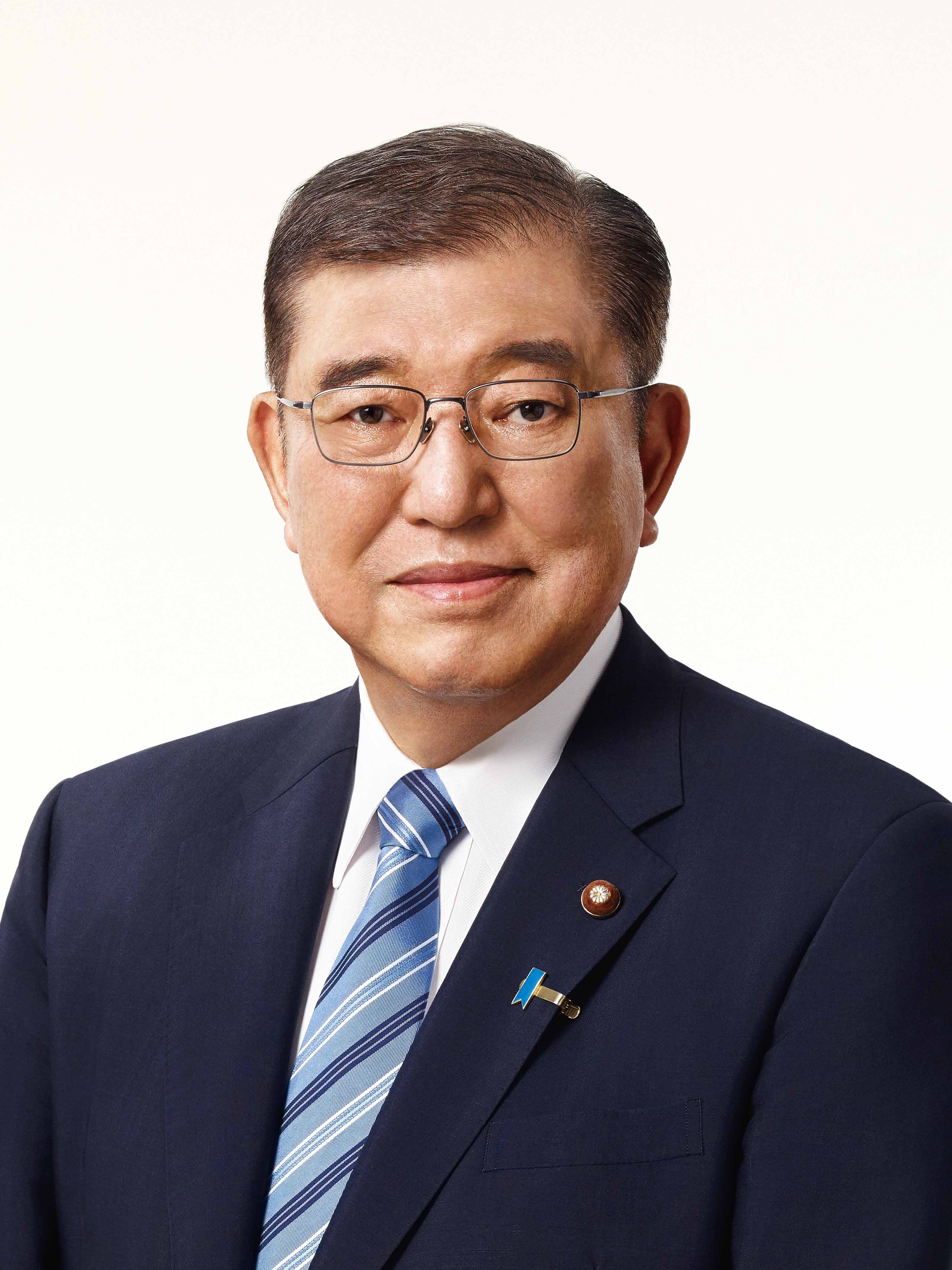
日本 石破茂 內閣總理大臣
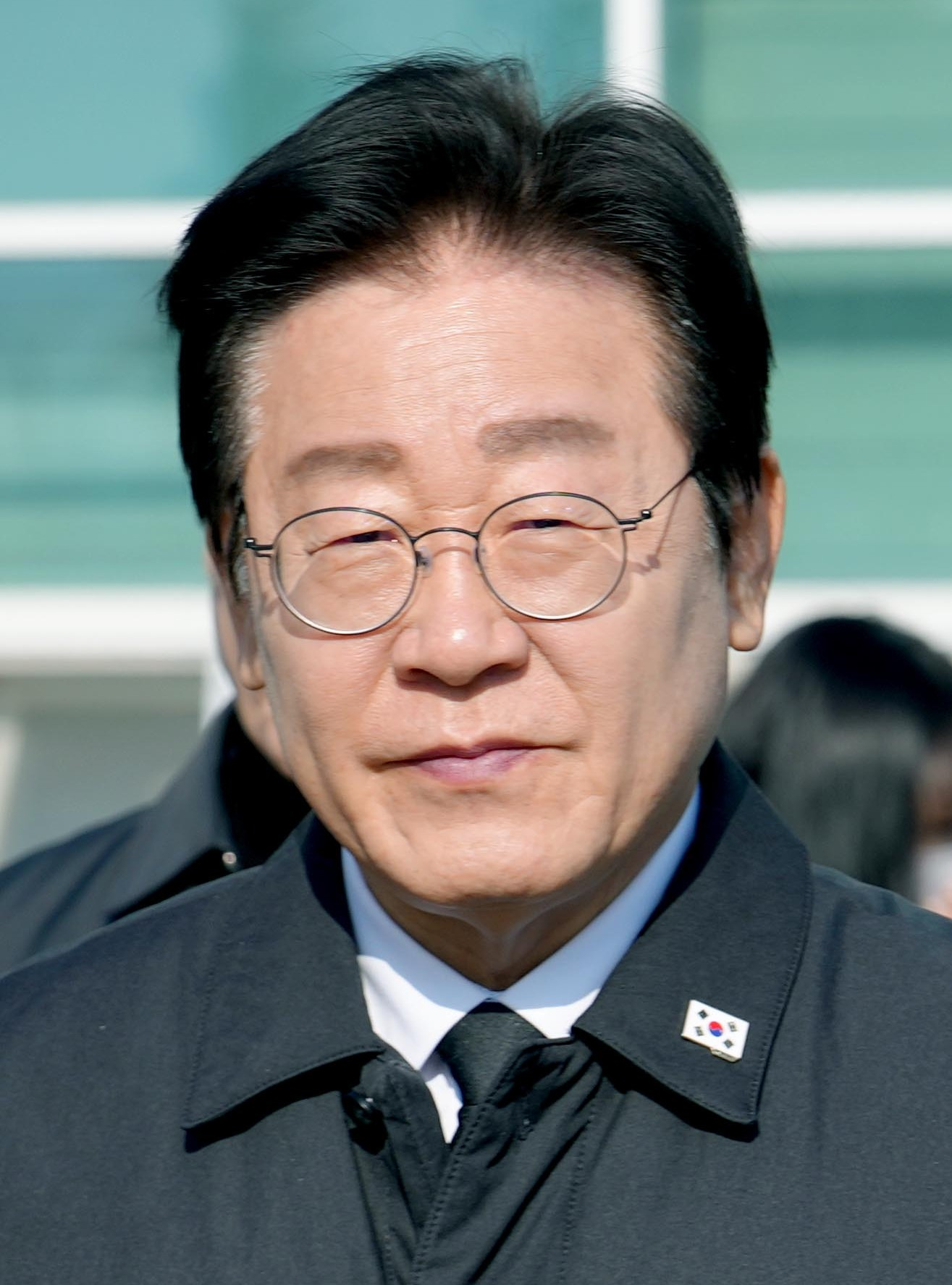
大韓民國 李在明 總統
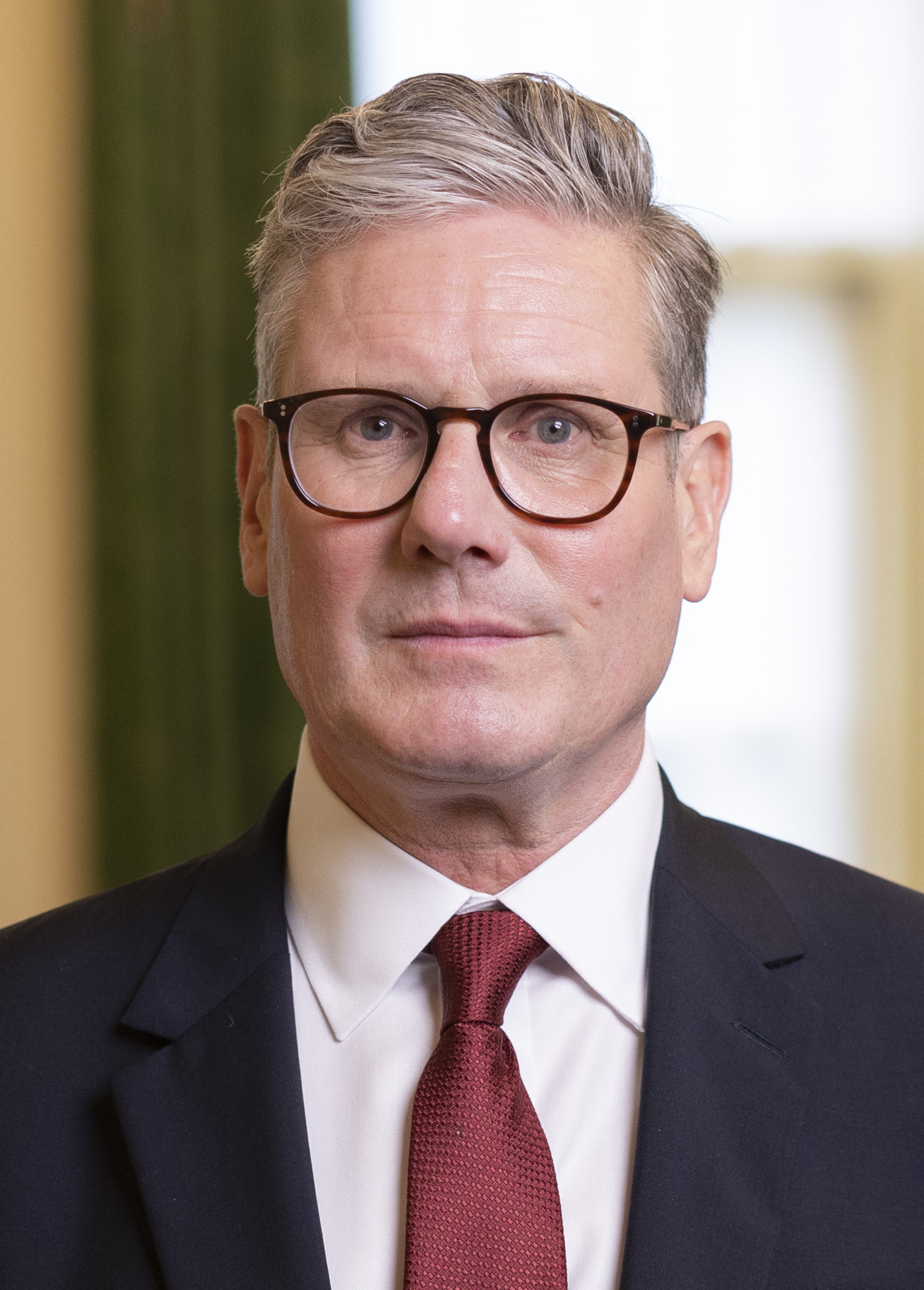
英國 施紀賢 首相
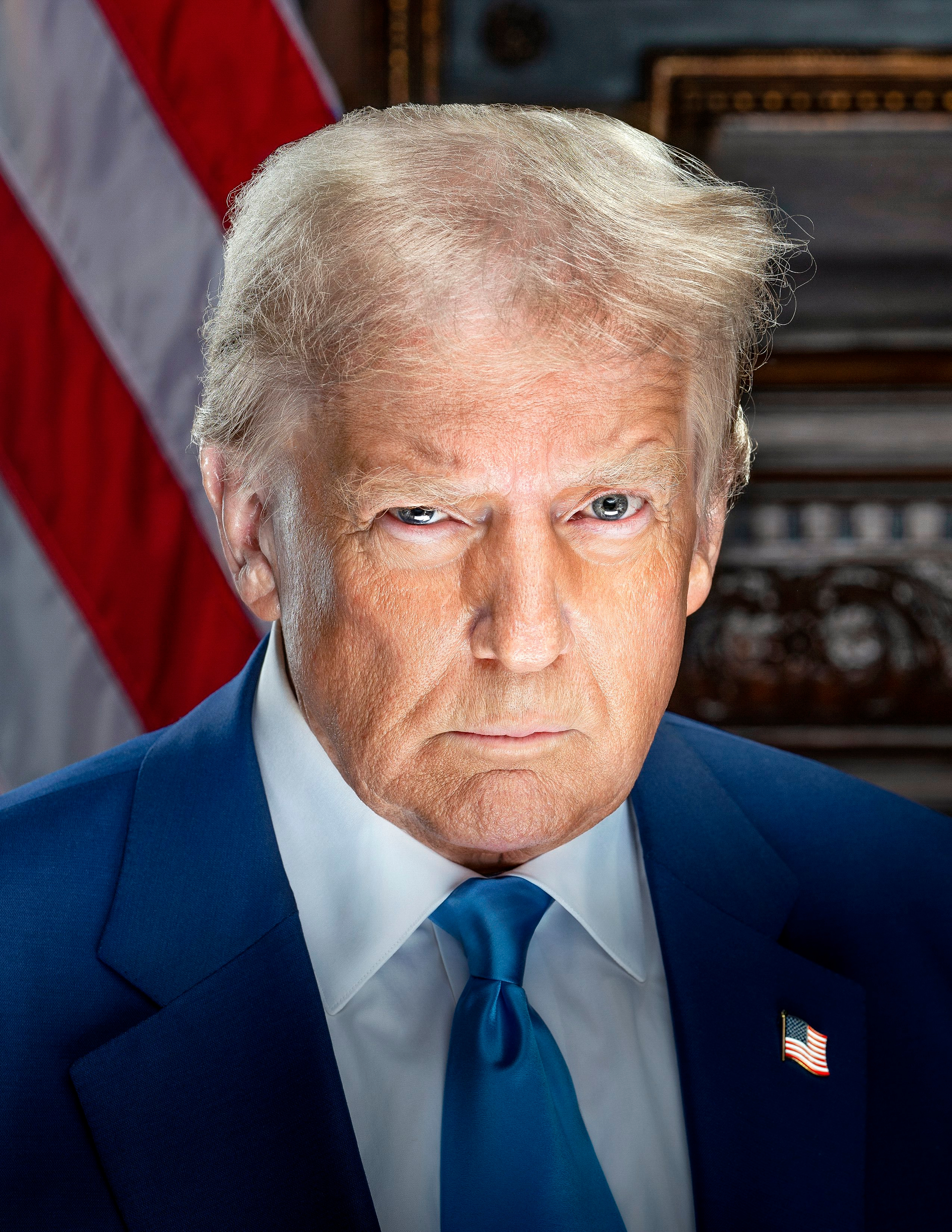
美國 唐納·川普 總統
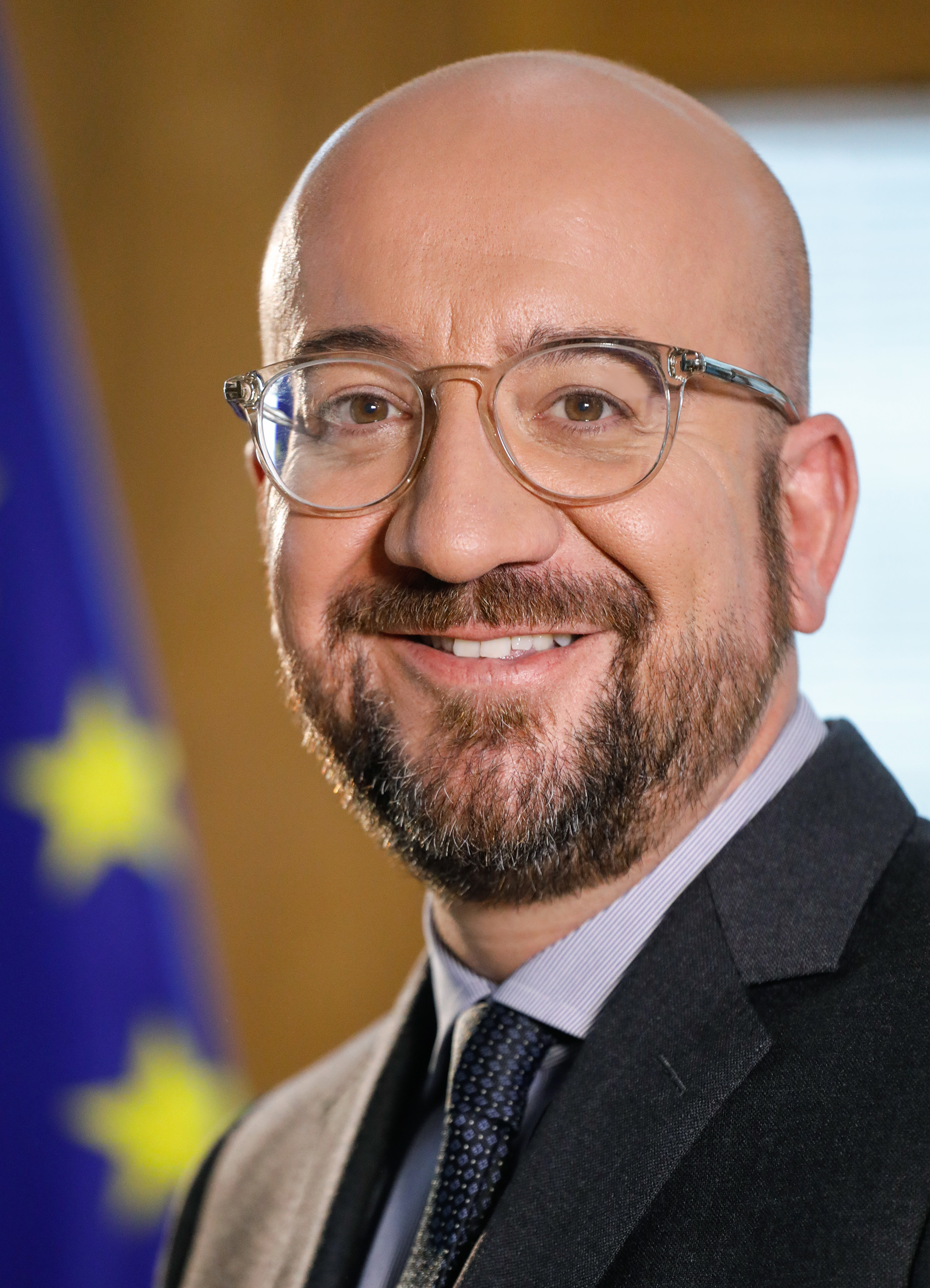
欧洲联盟 夏尔·米歇尔 欧洲理事会主席
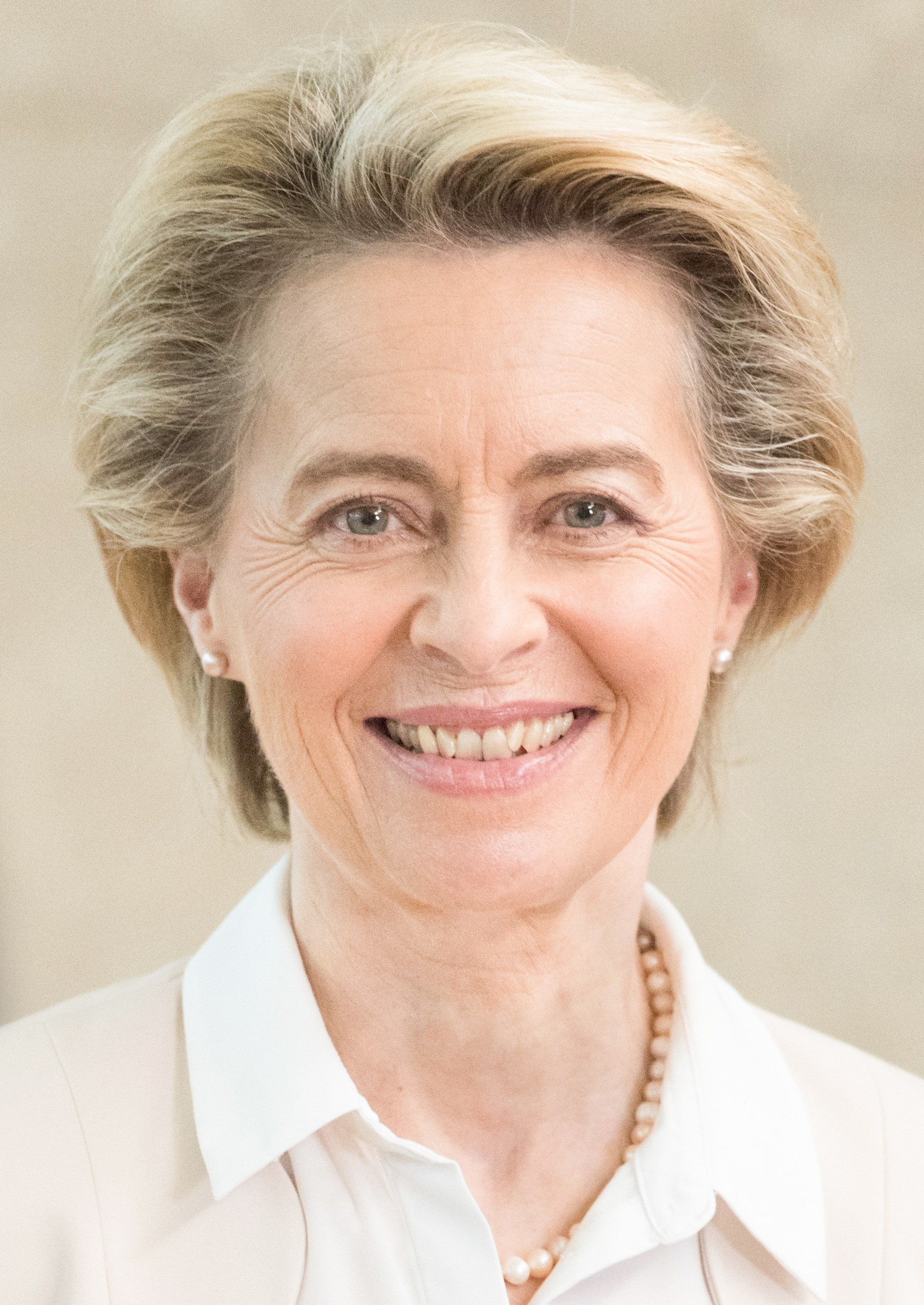
欧洲联盟 乌尔苏拉·冯德莱恩 欧盟委员会主席

## 外部連結
- Patrick Wintour. . The Guardian. 2021-01-15  [2023-06-03]. （原始内容存档于2023-06-03）.
- Tulika Tandon. . jagran josh. 2020-12-17  [2023-06-03]. （原始内容存档于2023-06-03）.
- Ishaan Tharoor. . The Washington Post. 2020-12-18  [2023-06-03]. （原始内容存档于2022-07-10）.